# Комеск
«Комеск» (рос. Комэск) — радянський короткометражний художній фільм, знятий режисером Геннадієм Костюковим на Одеській кіностудії в 1965 році.

## Сюжет
Навіть після виходу на пенсію, колишнього командира ескадрильї ніяк не може відпустити потяг до обраної ним професії. Він користується кожною слушною нагодою, щоб знову побувати на невеликому аеродромі, де пройшли його кращі роки. Якось раз, через онуку, Петровича попросили терміново прибути на аеродром. Водій надісланого за ним автомобіля розповів, що молодий метеоролог Ліда, категорично відмовивши спочатку, все ж дала дозвіл на виліт пілотові Циганкову, якому не вистачало двох польотних годин до виконання норми. Була негода, літак потрапив в грозовий фронт. Пілот здійснив вимушену посадку, сів на просіці і погнув лопать гвинта. Командир загону запропонував комеску посаду метеоролога, але старий льотчик, який мріяв про будь-яку, пов'язану з небом роботу, не може дозволити собі скористатися цією ситуацією. У командира не було можливості швидко знайти іншого фахівця і, після першого спалаху гніву, він залишив дівчину на колишньому місці.

## У ролях
- Микола Крючков —  комеск Петрович
- Лора Єльчанінова —  Зоя, його онука
- Алла Демидова —  Лідія Ліняєва, черговий метеоролог
- Дмитро Масанов —  Роман Антонович, командир загону
- Антоніна Дмитрієва —  Зіна, диспетчер аеропорту
- В'ячеслав Шалевич —  Саша Циганков, пілот
- Геннадій Юхтін —  Максим, пілот
- Радомир Василевський —  мисливець
- Костянтин Смирнов —  комсорг загону
- Роман Хом'ятов —  пілот
- Олег Фандера —  пілот
- Ігор Стариков —  пілот
- Людмила Платонова —  стюардеса рейсу Ленінград — Одеса
- К. Маринченко —  Федотич
- Михайло Бараболько —  епізод

## Знімальна група
- Автори сценарію: Володимир Валуцький, Михайло Коршунов
- Режисер-постановник: Геннадій Костюков
- Оператор-постановник: Дмитро Федоровський
- Композитор: Юрій Знатоков
- Художник-постановник: Рубен Мурадян
- Режисер: Г. Чернишова
- Звукооператор: Г. Коненкін
- Художник по костюмах: Людмила Толстих
- Художник-гример: Вікторія Курносенко
- Асистент з монтажу: Л. Кочержина
- Асистент оператора: А. Ляшенко
- Асистент художника: Б. Сапожников
- Редактор: І. Воробйов
- Директор: Михайло Бараболько